# Minóg morski

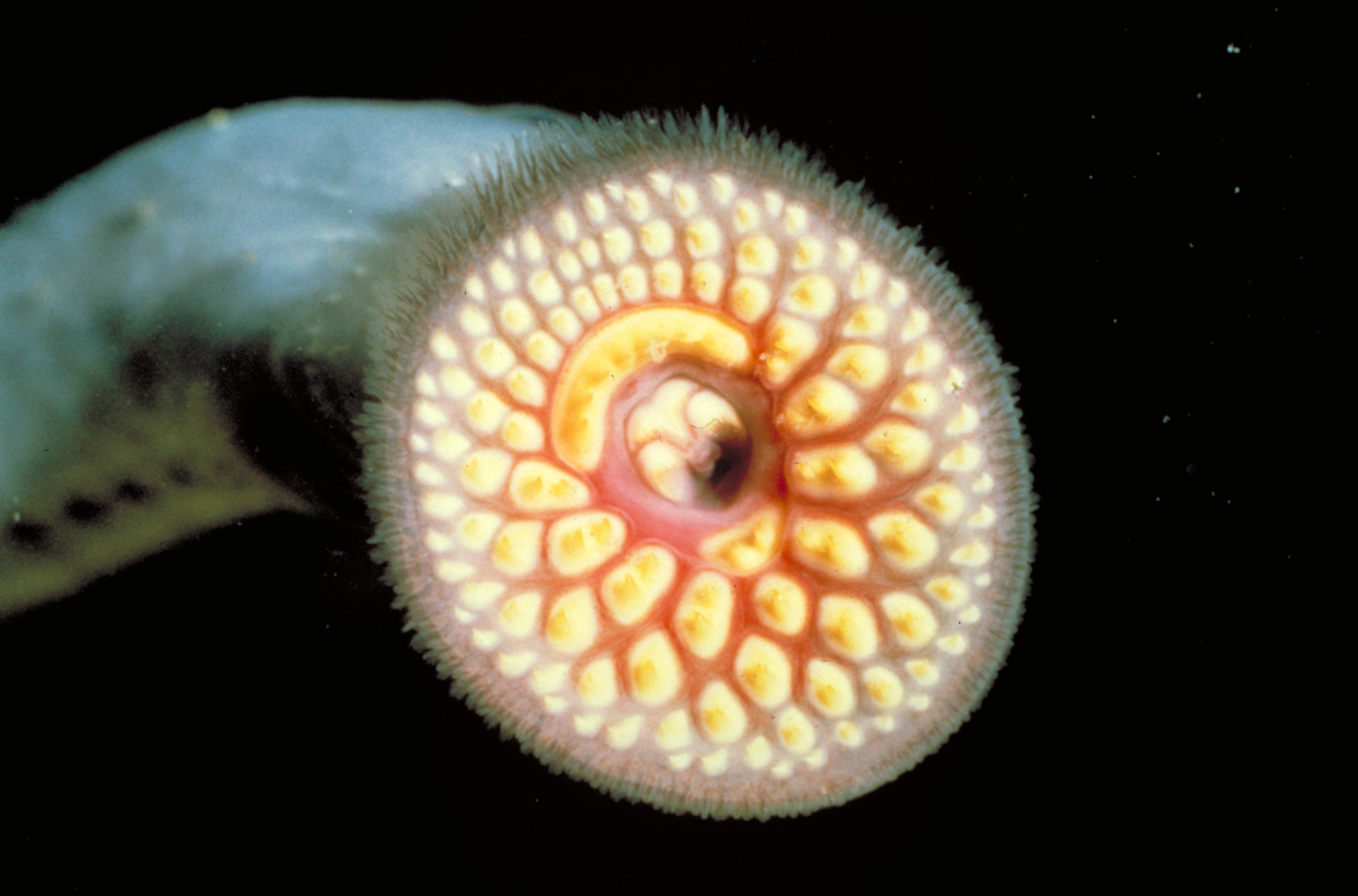
Minóg morski – widok z przodu

Minóg morski, minog morski (Petromyzon marinus) – pasożytniczy gatunek bezżuchwowca z rodziny minogowatych (Petromyzontidae), największy z minogów. Jedyny przedstawiciel rodzaju Petromyzon.  

## Występowanie
Wzdłuż kanadyjskich i europejskich wybrzeży Oceanu Atlantyckiego, Morze Bałtyckie (w Polsce rzadki, głównie w przybrzeżnej strefie Bałtyku, pojedynczo w północnym i środkowym dorzeczu Wisły, zachodnia część Morza Śródziemnego, Wielkie Jeziora Północnoamerykańskie. W okresie tarła wpływa do rzek. Gatunek wędrowny, w dużych jeziorach tworzy formy słodkowodne. Znosi duże zasolenie wody.

## Wygląd
Ciało wężowate o przeciętnej długości do 100 centymetrów (maksymalnie 120 cm), ubarwione na grzbiecie zwykle szaroniebiesko, a na spodzie srebrnobiałe. Na bokach głowy widoczne siedem par otworów skrzelowych. Dwie, wyraźnie oddzielone od siebie, płetwy grzbietowe, druga połączona z płetwą ogonową. Linia boczna jest dobrze rozwinięta. Może osiągać do 3 kg masy ciała. Formy słodkowodne nie osiągają takich rozmiarów jak morskie. Jak u wszystkich minogowatych pysk ma postać dużej przyssawki z dwoma, zrośniętymi ze sobą, zębami rogowymi w górnej części i 7 oddzielnymi u dołu.

## Rozród
Tarło odbywa się w rzece lub jej ujściu, od maja do czerwca. Samica składa do 250 tys. jajeczek w jamie wygrzebanej w piaszczystym dnie. W czasie rozrodu osobniki dorosłe nie pobierają pokarmu. Po tarle giną.

## Pożywienie

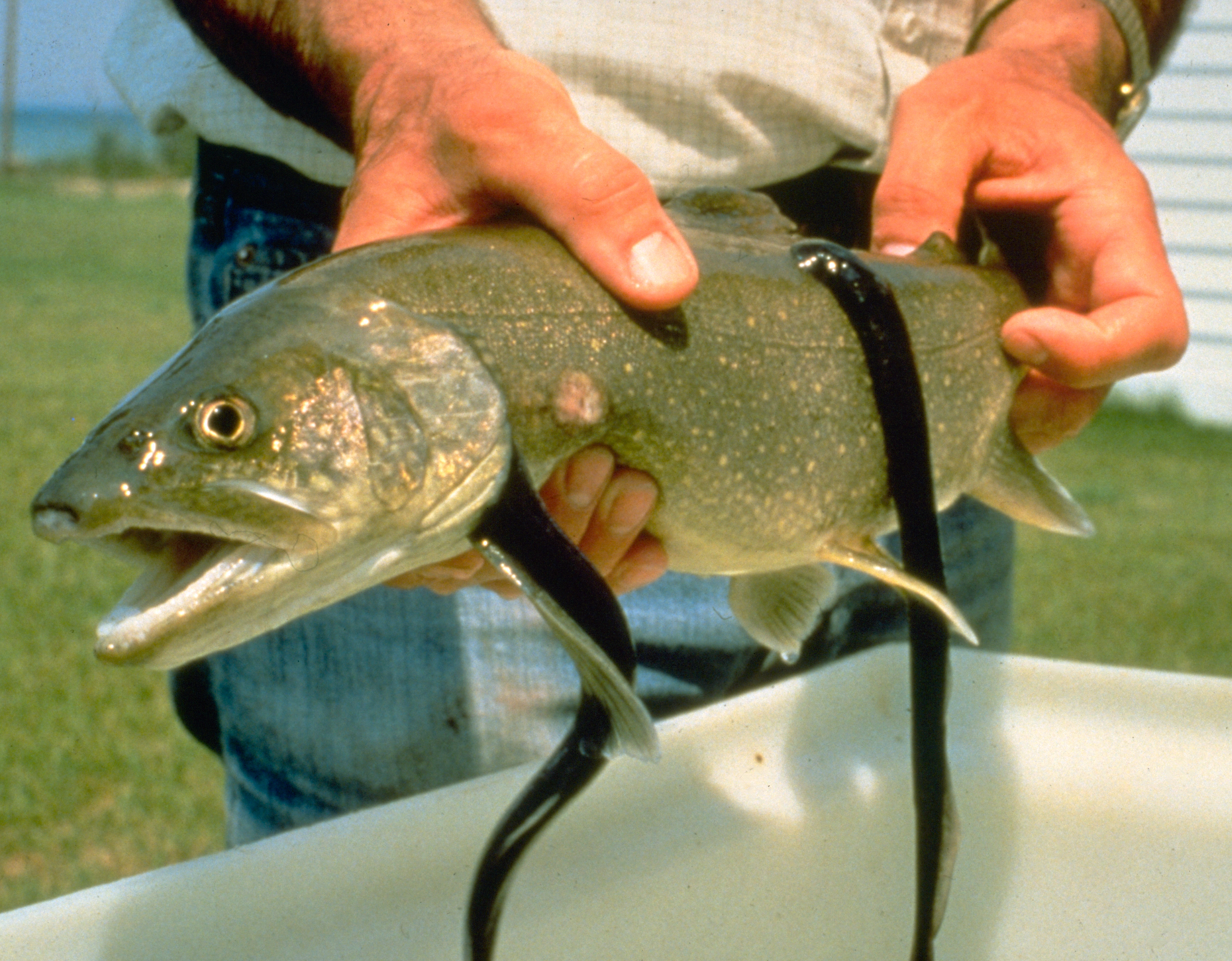
Dwa minogi morskie żerujące na palii jeziorowej

Larwy (ślepica) żywią się drobnymi organizmami unoszącymi się w wodzie i detrytusem. Dorosłe minogi są pasożytami. Atakują głównie dorsze, łososie i węgorze.

## Ochrona
W Europie minóg morski jest gatunkiem zagrożonym. W Polsce objęty ścisłą ochroną.